# Камо грядеши (фильм, 2001)
«Ка́мо гряде́ши» (церк.-слав. куда идёшь?; оригинальное название лат. Quo vadis переводится так же) — кинофильм. Экранизация одноимённого романа польского писателя Генрика Сенкевича.

## Сюжет
Действие фильма развивается в Римской империи в последние годы правления императора Нерона. После военной службы знатный римлянин Марк Виниций возвращается в Рим к своему дяде Гаю Петронию — поэту, любимцу императора.
Встретив в Риме прекрасную Лигию, Виниций влюбляется в неё и жаждет ею обладать. Лигия — приемная дочь отставного военачальника Плавтия, «заложница», отданная племенами лигийцев (так назывались народы, жившие на территории современной Польши), но любима как родная. Она со своей стороны не остается равнодушной к красавцу Виницию, но не может быть с ним, так как втайне следует учению Христа, как и все в доме Плавтия. Петроний добродушно-насмешлив к страсти Виниция, он убеждает молодого человека в том, что не для того, мол, Рим привел к повиновению лигийцев, чтобы теперь патриции брали лигиек в законные жены, и добивается для Виниция разрешения Нерона сделать Лигию своей наложницей. Но планам этим не суждено сбыться — единоверцы похищают и прячут Лигию.
Виниций отчаянно ищет девушку, понимая, что это не просто каприз, страсть, но уже настоящая любовь. С помощью хитрого грека Хилона Хилонида и нанятого последним борца Кротона он обнаруживает пристанище Лигии и предпринимает попытку её похищения, но его ранит слуга Лигии гигант Урс, свернувший шею Кротону. Марк приходит в себя после ранения и с удивлением понимает, что его, оказавшегося во власти людей, против которых он злоумышлял, не только не добили, но выхаживают с заботой и терпением и не держат зла. Виниций понимает, что был неправ, решив взять Лигию в качестве наложницы, хочет жениться на ней и принимает христианство. Апостол Пётр крестит Виниция и благословляет молодых людей.
Но в это время в Риме случается пожар, и Нерон винит в этом христиан — их ждут мучения и смерть. Схватили и Лигию, и, кажется, ей не миновать смерти на арене цирка. Зная о чувствах Марка к Лигии, Нерон хочет насладиться его мучениями и бессилием, когда Лигия будет растерзана на его глазах. Но Урс своей недюжинной силой спасает Лигию от разъяренного быка, голыми руками убивая его, а Виниций находит в себе мужество перед всеми просить о милости для девушки и Урса. Народ Рима неистовствует, восхищенный красотой Лигии, силой Урса и искренним порывом Виниция. Трусливый Нерон не решается пойти против Рима и дарует им жизнь. Виниций женится на Лигии и уезжает с ней в своё поместье.
Тем временем Петроний, осознавая, что своим нежеланием одобрять резню христиан он настроил против себя Нерона и вчерашний покровитель ищет повод, чтобы разделаться с Петронием, сам решает свою судьбу — собрав друзей на прощальный пир, он вскрывает себе вены и умирает вместе с любимой женщиной под пение и танцы. Перед этим Петроний пишет прощальное письмо, адресованное императору. В письме он с горечью повествует обо всей глубине разочарования в Нероне как в друге детства. Он пишет императору, что более не в силах сносить тех ужасов, в которые Нерон поверг Рим, убивая, поджигая и, главное, мучая римлян своими бездарными выступлениями. «Будь здоров, но не пой, убивай, но не пиши стихов, отравляй, но не пляши, поджигай, но не играй на кифаре» — такими были заключительные слова письма.
Нерон, узнав о том, что военачальники восстали на него, бежал из Рима. Недалеко от города, услышав стук копыт и подумав, что едут за ним, Нерон при помощи своего слуги кончает с собой. Апостолу Петру на выходе из Рима является Христос, Петр произносит «Камо грядеши, Господи?», на что Христос отвечает ему: «Раз ты оставляешь народ Мой, Я иду в Рим, чтобы Меня распяли второй раз». Тогда апостол Петр возвращается в Рим, где ему предстоит принять мучительную смерть на кресте. В последних кадрах перед Петром открывается вид Рима XXI века.

## В ролях
| Актёр              | Роль                                 |
| ------------------ | ------------------------------------ |
| Павел Делонг       | Марк Виниций                         |
| Магдалена Мельцаж  | Лигия (Каллина) возлюбленная Виниция |
| Богуслав Линда     | Гай Петроний дядя Виниция            |
| Михал Байор        | Нерон                                |
| Агнешка Вагнер     | Поппея Сабина жена Нерона            |
| Кшиштоф Майхжак    | Тигеллин                             |
| Рафал Кубацкий     | Урс                                  |
| Дариуш Юзышин      | Кротон                               |
| Ежи Треля          | Хилон Хилонид                        |
| Малгожата Форемняк | Хризотемида                          |
| Пётр Гарлицкий     | Авл Плавтий                          |
| Ежи Новак          | Крисп                                |
| Мариан Глинка      | Касий                                |
| Ежи Рогальский     | Спор                                 |
| Францишек Печка    | Апостол Пётр                         |
| Збигнев Валерысь   | Апостол Павел                        |

## Награды и номинации
Картина удостоена трёх национальных кинопремий «Золотой орёл» (2002): за сценографию (Януш Сосновский), за работу художников по костюмам (Магдалена Теславска, Павел Грабарчик) и мужскую роль второго плана (Ежи Треля).
Картина также участвовала, но не победила в номинациях «Золотого орла» за лучшую музыку и звук.